# Colceresa
Colceresa est une commune italienne située dans la province de Vicence en région Vénétie. Elle est créée en 2019 par la fusion de Mason Vicentino et de Molvena.

## Géographie
La commune s'étend sur 19,4 km2 dans le centre de la province de Vicence, sur le versant méridional du haut plateau d'Asiago dans les Préalpes vicentines.

## Histoire
La nouvelle commune est créée le 20 février 2019 après l'approbation de la fusion par un vote favorable dans les deux communes de Mason Vicentino et de Molvena.